# Iž
Iž je otok u zadarskom arhipelagu.

## Zemljopis
Smješten je između Dugog otoka i Ugljana, od kojih je odvojen Srednjim kanalom na istoku i Iškim na zapadu; 17,59 km2; 615 (2011) stanovnika. Okružuje ga deset otočića, a najveći među njima je Knežak. Otočić Rutnjak pred lukom uređen je kao park. Najviši vrh Iža je Korinjak (168 m). Klima je blaga mediteranska; srednja godišnja temperatura zraka 15 °C. Gospodarska je osnova poljodjelstvo, vinogradarstvo, voćarstvo, maslinarstvo, ribarstvo i pomorstvo. Naselja su Mali Iž i Veli Iž.

## Povijest
Otok je bio naseljen već u pretpovijesti. Konstantin Porfirogenet naziva ga u 10. stoljeću Ez; u srednjem vijeku i kasnije bio u posjedu zadarskih plemića i građana. Župna crkva sv. Petra u Velom Ižu spominje se od 14. st., ali nije sačuvana u prvobitnom obliku. Sačuvan je dvorac zadarske obitelji Canagietti; dvorac obitelji Fanfogna, sagrađen prvobitno u romaničkom stilu, ali kasnije pregrađivan, pretvoren je u 19. st. u školu. Iznad luke, navrh sela Malog Iža je predromanička crkvica (iz 11. st.) kružnog oblika s polukružnom apsidom; njoj je u 17. st. prigrađen pravokutni brod. Nedaleko od nje je utvrđeni dvorac.
Kod Iža se 1604. odvila bitka između uskoka i Mletaka.
Za vrijeme Drugog svjetskog rata Iž je bio žarište antifašističkog pokreta.

## Gospodarstvo
Središte otoka, Veli Iž, leži u pitomoj uvali na sjevero-zapadnoj strani otoka. Maslinarstvo, ribarstvo i pomorstvo glavne su gospodarske djelatnosti. Suvremeno opremljena marina, hotel "Korinjak", teniska igrališta, nekoliko domaćih gostionica i restorana.

## Kultura
Veli Iž ima sačuvanu staru jezgru, a u središtu mjesta je obnovljena crkva sv. Petra i Pavla. Etnografska zbirka Velog Iža čuva brojne primjerke autentične iške keramike i alata tradicionalnog lončarskog obrta.
Poznata je tradicionalna Iška fešta (29. srpnja). Mještani se tada oblače u tradicionalne nošnje, izvode se stari otočki plesovi i pjesme te pripremaju domaća jela. Vrhunac svečanosti je biranje "iškog kralja" s mandatom od godinu dana.
Mali Iž se smjestio na jugoistočnoj obali otoka Iža, a sastoji se od tri živopisna mjestašca (Mućel, Makovac i Porovac), na tri brda, u podnožju kojih su dvije uvale - Knež i Komoševa.

## Obližnji otoci
|  | Obližnji otoci: 1. Veli otok 2. Mali otok 3. Srednji otok 4. Glurović 5. Kudica 6. Fulija 7. Maslinovac 8. Luški Otok 9. Rutnjak 10. Knežak 11. Školjić 12. Tomešnjak 13. Mrtovnjak |

## Dokumentarni filmovi
- Iž, otok glagoljice

## Vanjske poveznice
- Veli Iž  Arhivirana inačica izvorne stranice od 4. studenoga 2016. (Wayback Machine)
- Zadarska nadbiskupija: Veli Iž
- Zadarska nadbiskupija: Mali Iž
- Korinjak.com - O otoku  Arhivirana inačica izvorne stranice od 19. listopada 2014. (Wayback Machine)